# Legge di Dermott
La legge di Dermott è una relazione empirica che lega i periodi di rivoluzione dei principali satelliti naturali dei giganti gassosi del sistema solare. La sua enunciazione, ad opera del meccanico celeste Stanley Dermott, risale agli anni 1960.

## Formulazione
La legge di Dermott asserisce che
{\displaystyle T(n)=T(0)*C^{n}}
Dove n è il periodo di rivoluzione dell'n-mo satellite naturale, mentre T(0) e C sono costanti caratteristiche del sistema planetario.

## Applicazione

### Sistema di Giove

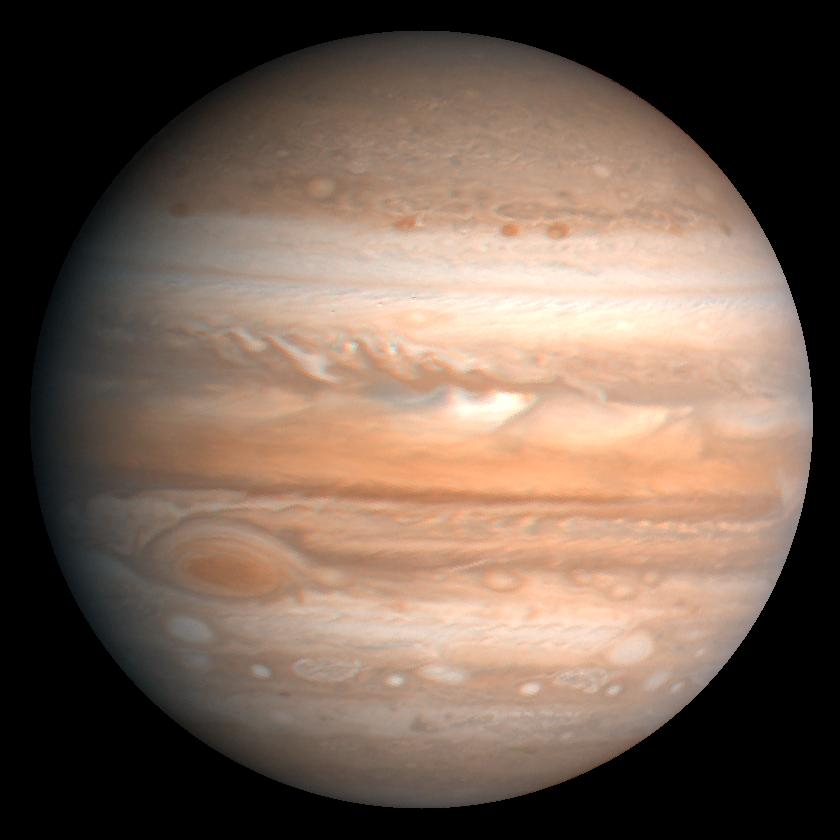

I valori forniti da Dermott per il sistema di Giove sono:
{\displaystyle T(0)=0,444g}
{\displaystyle C=2,03}
| Satellite naturale | Satellite naturale | n | Periodo teorico | Periodo osservato |
| ------------------ | ------------------ | - | --------------- | ----------------- |
| Giove V            | Amaltea            | 1 | 0,9013 giorni   | 0,4982 giorni     |
| Giove I            | Io                 | 2 | 1,8296 giorni   | 1,7691 giorni     |
| Giove II           | Europa             | 3 | 3,7142 giorni   | 3,5512 giorni     |
| Giove III          | Ganimede           | 4 | 7,5399 giorni   | 7,1546 giorni     |
| Giove IV           | Callisto           | 5 | 15,306 giorni   | 16,689 giorni     |
| Giove VI           | Imalia             | 9 | 259,92 giorni   | 249,72 giorni     |

### Sistema di Saturno

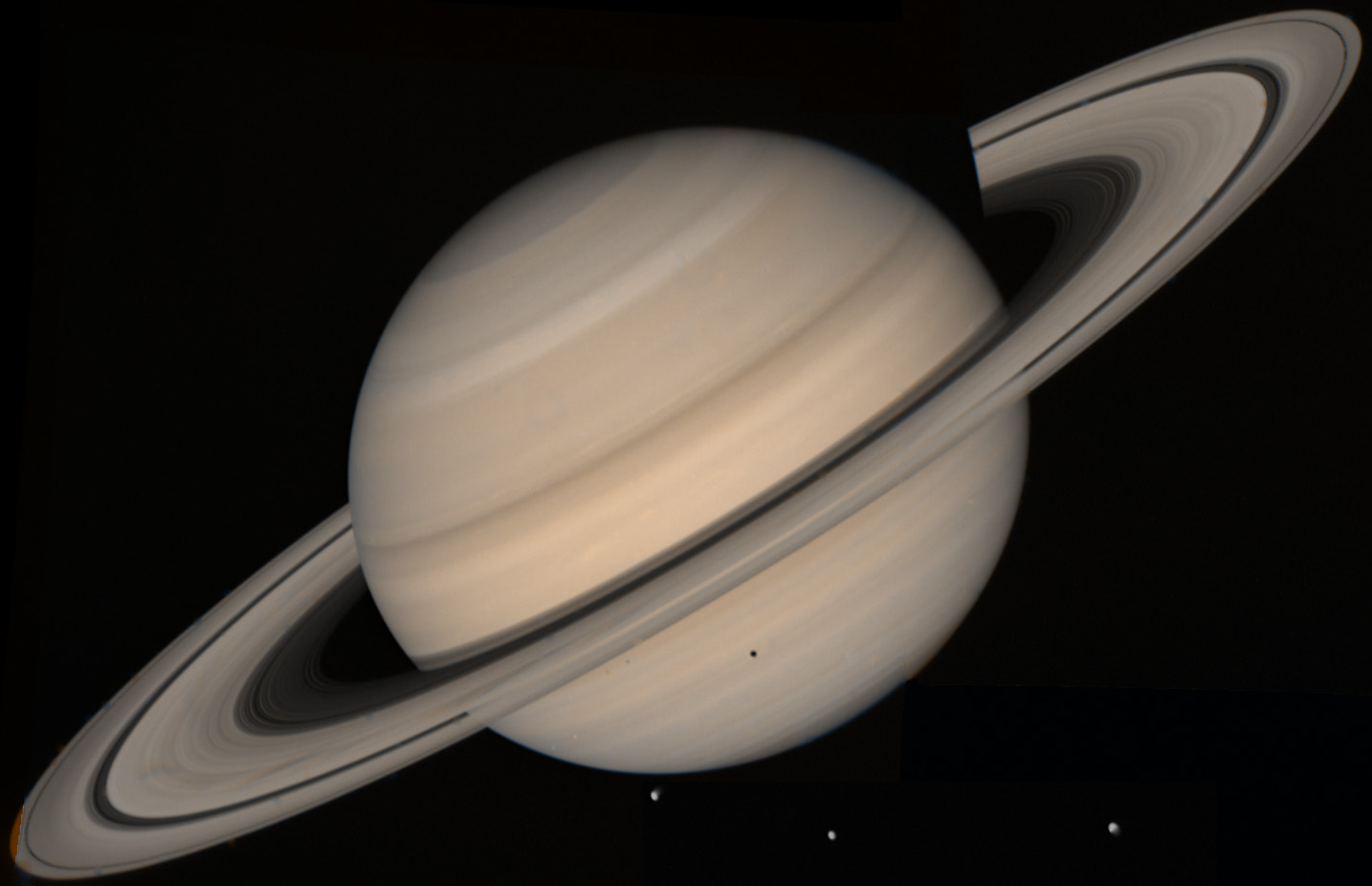

I valori forniti da Dermott per il sistema di Saturno sono:
{\displaystyle T(0)=0,462g}
{\displaystyle C=1,59}
| Satellite naturale | Satellite naturale | n   | Periodo teorico             | Periodo osservato |
| ------------------ | ------------------ | --- | --------------------------- | ----------------- |
| Saturno I          | Mimante            | 1   | 0,7345 giorni               | 0,9424 giorni     |
| Saturno II         | Encelado           | 2   | 1,1680 giorni               | 1,3702 giorni     |
| Saturno III        | Teti               | 3   | 1,8571 giorni               | 1,8878 giorni     |
| Saturno IV         | Dione              | 4   | 2,9528 giorni               | 2,7369 giorni     |
| Saturno V          | Rea                | 5   | 4,6949 giorni               | 4,5175 giorni     |
| Saturno VI         | Titano             | 7 8 | 11,869 giorni 18,872 giorni | 15,945 giorni     |
| Saturno VIII       | Giapeto            | 11  | 75,859 giorni               | 79,330 giorni     |

### Sistema di Urano

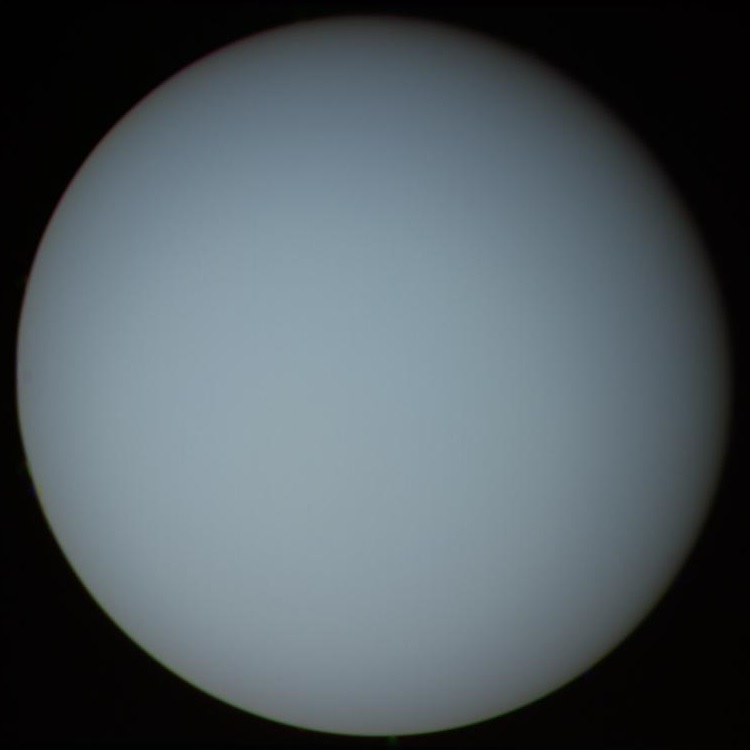

I valori forniti da Dermott per il sistema di Urano, infine, sono:
{\displaystyle T(0)=0,488g}
{\displaystyle C=2,24}
| Satellite naturale | Satellite naturale | n | Periodo teorico | Periodo osservato |
| ------------------ | ------------------ | - | --------------- | ----------------- |
| Urano V            | Miranda            | 1 | 1,0931 giorni   | 1,4135 giorni     |
| Urano I            | Ariel              | 2 | 2,4485 giorni   | 2,5204 giorni     |
| Urano II           | Umbriel            | 3 | 5,4848 giorni   | 4,1442 giorni     |
| Urano IV           | Oberon             | 4 | 13,463 giorni   | 12,286 giorni     |